# عقاب‌های قانونی
عقاب‌های قانونی (به انگلیسی: Legal Eagles) یک فیلم دلهره‌آور، جنایی، کمدی رمانتیک آمریکایی محصول سال ۱۹۸۶ میلادی به کارگردانی ایوان رایتمن با بازی رابرت ردفورد، دبرا وینگر و داریل هانا است.

## داستان
تام لوگان (رابرت ردفورد)، دستیار دادستان در دفتر دادستان منطقه منهتن، به عنوان دادستان بعدی در نظر گرفته شده‌است. لورا کلی (دبرا وینگر)، وکیل مدافع هنرمند پرفورمنس چلسی دِردون (داریل هانا)، به دنبال لوگان برای بحث در مورد پرونده موکلش است. چلسی که متهم به تلاش برای سرقت یک نقاشی از میلیونر رابرت فارستر (جان مک‌مارتین) است، ادعا می‌کند که پدر هنرمندش، سباستین دیردون (جیمز هردل)، این نقاشی را هجده سال قبل برای تولد هشتمین سالگرد تولدش به او هدیه داده‌است. ولی در همان روز پدرش و بیشتر نقاشی‌هایش در آتشی مرموز گم شدند.